# CF Atlético Ciudad
Club de Fútbol Atlético Ciudad byl španělský fotbalový klub sídlící ve městě Murcia v Murcijském region. Klub byl založen v roce 2007, zanikl v roce 2010 kvůli dluhům ve výši 700 000 eur.
Své domácí zápasy hrál klub ve městě Lorquí na stadionu Estadio Juan de la Cierva s kapacitou 1 600 diváků.

## Historické názvy
- 2007 – Atlético Ciudad de Lorquí (Club Atlético Ciudad de Lorquí)
- 2008 – CF Atlético Ciudad (Club de Fútbol Atlético Ciudad)

## Poslední soupiska
Aktuální v sezóně 2009/10
| Číslo |           | Pozice | Hráč            |
| ----- | --------- | ------ | --------------- |
| 1     | Španělsko | B      | Miguel Zapata   |
| 2     | Španělsko | O      | Óscar Valero    |
| 3     | Španělsko | O      | Antonio Ayala   |
| 4     | Španělsko | O      | Aloisio         |
| 5     | Španělsko | O      | Alberto Bayón   |
| 6     | Španělsko | Z      | Borja Yebra     |
| 7     | Španělsko | Z      | Iván Boniquet   |
| 8     | Španělsko | Ú      | Félix Prieto    |
| 9     | Španělsko | Ú      | Josu Santamaría |
| 11    | Španělsko | Z      | Óscar           |
| 13    | Španělsko | Ú      | José Plata      |
| 14    | Španělsko | O      | Álex Cruz       |

| Číslo |           | Pozice | Hráč            |
| ----- | --------- | ------ | --------------- |
| 15    | Španělsko | O      | Fran González   |
| 16    | Španělsko | Z      | Raúl Barcos     |
| 17    | Španělsko | Z      | Guille Roldán   |
| 18    | Španělsko | Z      | Josemi          |
| 20    | Španělsko | Ú      | Emilio Guerra   |
| 21    | Španělsko | Z      | Edgar           |
| 22    | Angola    | Z      | Danilson        |
| 23    | Španělsko | O      | Álex Bolaños    |
| 25    | Španělsko | B      | Javi Muñoz      |
| 26    | Španělsko | Z      | Nacho           |
| —     | Švédsko   | Ú      | Darko Lukanović |
| —     | Španělsko | Z      | Rodri           |

## Umístění v jednotlivých sezonách
Legenda: Z - zápasy, V - výhry, R - remízy, P - porážky, VG - vstřelené góly, OG - obdržené góly, +/- - rozdíl skóre, B - body, červené podbarvení - sestup, zelené podbarvení - postup, světle fialové podbarvení - přesun do jiné soutěže
| Sezóny  | Liga                        | Úroveň | Z  | V  | R  | P  | VG | OG | B   | +/- | Pozice |
| ------- | --------------------------- | ------ | -- | -- | -- | -- | -- | -- | --- | --- | ------ |
| 2007/08 | Tercera División – sk. XIII | 4      | 38 | 28 | 9  | 1  | 84 | 29 | +55 | 93  | 1.     |
| 2008/09 | Segunda División B – sk. II | 3      | 38 | 16 | 14 | 8  | 39 | 27 | +12 | 62  | 8.     |
| 2009/10 | Segunda División B – sk. IV | 3      | 38 | 16 | 5  | 17 | 48 | 55 | -7  | 53  | 7.     |